# Anaea lelargei
Anaea lelargei är en fjärilsart som beskrevs av Charles Oberthür 1925. Anaea lelargei ingår i släktet Anaea och familjen praktfjärilar. Inga underarter finns listade i Catalogue of Life.